# 世界水資源協會
世界水資源協會（英語：World Water Council，縮寫：WWC）是一個非政府組織（NGO）、政府、和國際組織共同組成的國際合作成果，創立於1996年，目前總部設在法國馬賽。主要是因應世界上日漸受關注的水資源問題而發起的。
該組織曾召開多次世界水資源論壇（World Water Forum）以討論水資源相關議題。

## 世界水資源論壇
第一屆世界水資源論壇於1997年在摩洛哥召開，目前已舉辦到第十屆。
| 屆次   | 举办国家   | 举办城市   | 年份 |
| ------ | ---------- | ---------- | ---- |
| 第十屆 | 印度尼西亚 | 巴厘省     | 2024 |
| 第九屆 | 塞内加尔   | 达喀尔     | 2021 |
| 第八屆 | 巴西       | 巴西利亞   | 2018 |
| 第七屆 | 韓國       | 大邱广域市 | 2015 |
| 第六屆 | 法國       | 馬賽       | 2012 |
| 第五屆 | 土耳其     | 伊斯坦布尔 | 2009 |
| 第四屆 | 墨西哥     | 墨西哥城   | 2006 |
| 第三屆 | 日本       | 京都       | 2003 |
| 第二屆 | 荷蘭       | 海牙       | 2000 |
| 第一屆 | 摩洛哥     | 马拉喀什   | 1997 |

## 外部連結
- 世界水資源協會 官方網站 （页面存档备份，存于）（英文）（法文）（简体中文）（西班牙文）（俄文）
- 第四屆世界水資源論壇 (México 2006)
- 第五屆世界水資源論壇（伊斯坦堡 2009）